# Ann-Ewa Karlsson
Ann-Ewa Karlsson, född 1 april 1955, en svensk friidrottare (höjdhopp). Hon tävlade för klubben Visby IF Gute. Hon utsågs år 1981 till Stor grabb/tjej nummer 313.